# ستانلي غراهام
ستانلي غراهام (بالإنجليزية: Stanley Graham)‏ هو فلاح وقاتل فترة نيوزيلندي، ولد في 12 نوفمبر 1900 في Kokatahi ‏ في نيوزيلندا، وتوفي في 20 أكتوبر 1941 في الجزيرة الجنوبية في نيوزيلندا بسبب إصابة بعيار ناري.